# غفورآباد (سراوان)
غفورآباد یا قلعه امرا، روستایی در دهستان حومه بخش مرکزی شهرستان سراوان در استان سیستان و بلوچستان ایران است.

## جمعیت
بر پایه سرشماری عمومی نفوس و مسکن در سال ۱۳۹۵، جمعیت این روستا برابر با ۲٬۱۴۵ نفر (۴۴۶ خانوار) بوده‌است.